# Мупіроцин
Мупіроцин — природний антибіотик, що є похідним моноксикарболової кислоти, для місцевого застосування. Вироблення препарату передбачає використання продуктів життєдіяльності Pseudomonas fluorescens, та уперше виділений в лабораторії британської компанії «Beecham».

## Фармакологічні властивості
Мупіроцин — природний антибіотик, що є похідним моноксикарболової кислоти, обмеженого спектру дії. Препарат має як бактерицидну, так і бактеріостатичну дію, що залежить від концентрації антибіотику. Механізм дії мупіроцину полягає у пригніченні ферменту ізолейцил-трансфер-РНК-синтетази, в результаті чого порушується синтез РНК та білків у бактеріальних клітинах, і в меншій ступені — порушується синтез ДНК та пригнічується синтез клітинної стінки бактерій. До препарату чутливі стафілококи, стрептококи, Haemophilus influenzae, Escherichia coli. Нечутливими до препарату є більшість грамнегативних мікроорганізмів, анаеробні мікроорганізми, а також представники нормальної мікрофлори шкіри. Препарат застосовується виключно місцево, нанесенням на пошкоджені ділянки шкіри або інтраназально. Мупіроцин практично не всмоктується із непошкодженої шкіри, системне всмоктування становить 0,24 % для непошкодженої шкіри та 1,2-5,1 % при інтраназальному застосуванні. Препарат створює високі концентрації в поверхневих шарах шкіри. Мупіроцин метаболізується в шкірі з утворенням неактивного метаболіту — монієвої кислоти. Виводиться препарат з організму з сечею у вигляді метаболітів, при печінковій та нирковій недостатності не відбувається порушення виведення мупіроцину.

## Показання до застосування
Мупіроцин застосовується при місцевому лікуванні бактеріальних ускладнень при травматичних ураженнях шкіри, інфекціях шкіри (фурункульозі, фолікуліті, імпетиго, бешисі, трофічних виразках), зовнішньому отиті, інтраназальному бактеріоносійстві стафілококів.

## Побічна дія
При застосуванні мупіроцину можливі наступні побічні ефекти: часто (1—10 %) при нашкірному застосуванні кропив'янка, свербіж шкіри, гіперемія шкіри, висипання на шкірі, припікання шкіри, сухість шкіри, екзема% дуже рідко (при інтраназальному застосуванні та системному всмоктуванні препарату) головний біль, запаморочення, нудота, біль в животі, стоматит, кашель, задишка, біль у вухах, риніт, фарингіт.

## Протипокази
Мупіроцин протипоказаний при підвищеній чутливості до препарату. З обережністю застосовується під час вагітності та годування грудьми.

## Форми випуску
Мупіроцин випускається у вигляді 2 % крему для зовнішнього застосування по 15 г та 2 % мазі для інтраназального застосування по 3 г.